# Thénisy
Thénisy település Franciaországban, Seine-et-Marne megyében. Lakosainak száma 305 fő (2022. január 1.). Thénisy Cessoy-en-Montois, Mons-en-Montois, Paroy, Savins, Sigy és Sognolles-en-Montois községekkel határos.

## Népesség
A település népessége az elmúlt években az alábbi módon változott:
| Lakosok száma | 284  | 288  | 296  | 291  | 293  | 295  | 299  | 301  | 305  |
|               | 2013 | 2015 | 2016 | 2017 | 2018 | 2019 | 2020 | 2021 | 2022 |